# Барсегян, Эдик Самсонович
Э́дик Самсо́нович Барсегя́н (арм. Էդիկ Սամսոնի Բարսեղյան; род. 10 июня 1947, село Агвани, Армянская ССР) — армянский государственный деятель, генерал-лейтенант спасательной службы.

## Биография
- 1962—1967 — Гориский сельскохозяйственный техникум.
- 1974—1979 — академия МВД Армянской ССР. Юрист.
- 1967—1969 — служил в советской армии.
- 1970—1972 — инспектор дорожного контроля министерства внутренних дел Капанского отдела, а в 1972—1977 — старший инспектор.
- 1977—1982 — командир взвода специального назначения дорожно-патрульной службы министерства внутренних дел Армянской ССР.
- 1982—1990 — начальник отделения государственной автомобильной инспекции министерства внутренних дел Капанского отдела.
- С 1990 — начальник Капанского отдела министерства внутренних дел, одновременно комендант отдела чрезвычайных ситуаций Капанского района.
- 1995—1996 — начальник отдела министерства внутренних дел города Армавир
- 1996—1997 — начальник управления министерства внутренних дел Сюникской области.
- 1997—2000 — начальник управления государственной автомобильной инспекции министерства внутренних дел Армении.
- 2000 — заместитель министра внутренних дел Армении.
- 2000—2004 — марзпет (губернатор) Сюникской области.
- 2004—2006 — начальник управления по чрезвычайным ситуациям при правительстве Армении.
- 2006—2008 — начальник Спасательной службы Армении министерства территориального управления Армении.
- 2008 — июль 2010 — начальник Спасательной службы Армении министерства по чрезвычайным ситуациям Армении.
- с 15 июля 2010 — марзпет (губернатор) Араратской области[1].
- 7 октября подал в отставку с поста марзпета (губернатора) Араратской области. 10 октября отставка была принята.